# 9821 Gitakresáková
9821 Gitakresáková là một tiểu hành tinh vành đai chính với chu kỳ quỹ đạo là 1342.4152198 ngày (3.68 năm).
Nó được phát hiện ngày 26 tháng 3 năm 1971.